# Хомино (Смоленская область)
Хомино — деревня в Руднянском районе Смоленской области России. Входит в состав Казимировского сельского поселения. Население — 21 житель (2007 год). 
Расположена в западной части области в 11 км к юго-западу от Рудни, в 14 км южнее автодороги А141 Орёл — Витебск, на берегу реки Березина. В 12 км северо-восточнее деревни расположена железнодорожная станция Рудня на линии Смоленск — Витебск. 

## История
В годы Великой Отечественной войны деревня была оккупирована гитлеровскими войсками в июле 1941 года, освобождена в октябре 1943 года.